# Budha Theh
Budha Theh là một thị trấn thống kê (census town) của quận Amritsar thuộc bang Punjab, Ấn Độ.

## Nhân khẩu
Theo điều tra dân số năm 2001 của Ấn Độ, Budha Theh có dân số 8730 người. Phái nam chiếm 56% tổng số dân và phái nữ chiếm 44%. Budha Theh có tỷ lệ 72% biết đọc biết viết, cao hơn tỷ lệ trung bình toàn quốc là 59,5%: tỷ lệ cho phái nam là 79%, và tỷ lệ cho phái nữ là 63%. Tại Budha Theh, 12% dân số nhỏ hơn 6 tuổi.